# باولا فرنانديز

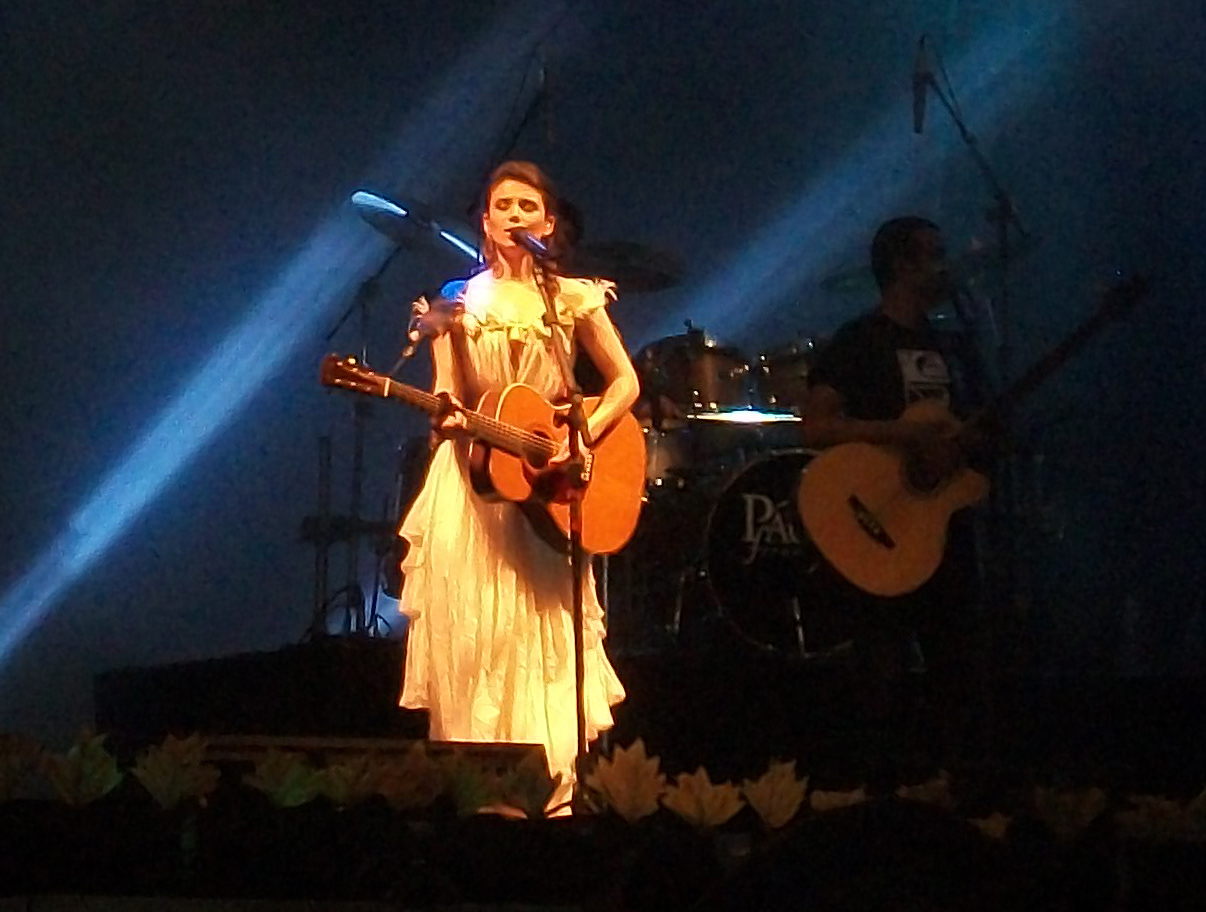
بولا فرنانديز

باولا فرنانديز دي سوزا (بالبرتغالية: Paula Fernandes de Souza) (ولدت 28 آب 1984) هي مغنية والملحن والموزعة الموسيقية للموسيقى البرازيلية.
بدأت مسيرتها الفنية منذ صغرها، في سن الثامنة في مدينة سيتي لاغواس، بولاية ميناس جيرايس. أطلقت أول ألبوم لها بعمر العشر سنوات

## الأعمال الغنائية
- (1993) باولا فرنانديز
- (1995) آنا رايو
- (2005) أغنيات من ريح الجنوب
- (2007) غبار في مهب الريح
- (2009) طير النار
- (2012) إعجابي

## يعيش البوم
- (2011) بولا فرنانديز: حي

## الوصلات الخارجية
- الموقع الرسمي